# Jane Swift

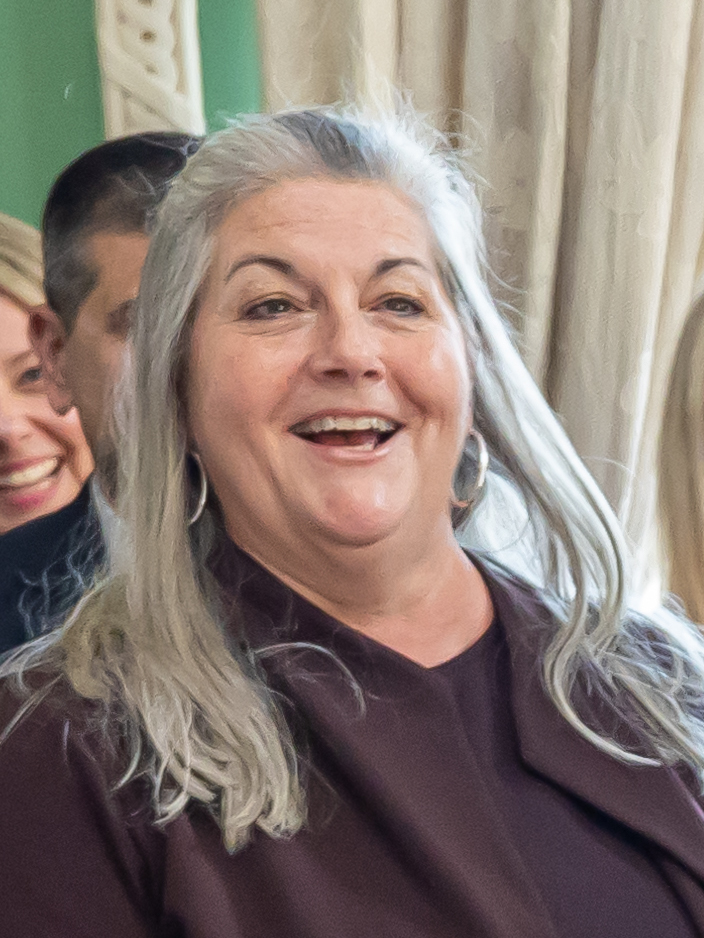
Jane Swift (2023)

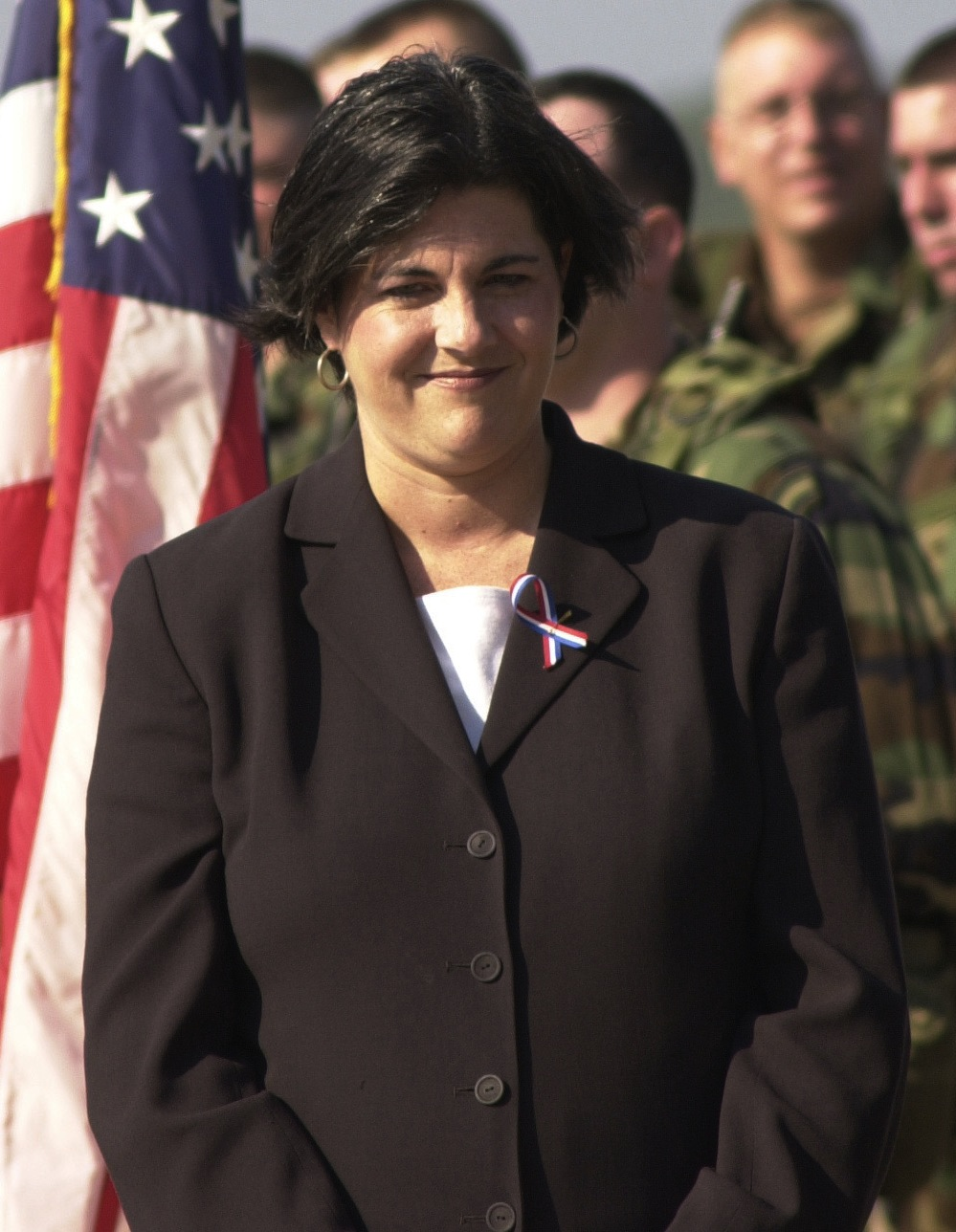
Jane Swift (2001)

Jane Maria Swift (* 24. Februar 1965 in North Adams, Berkshire County, Massachusetts) ist eine US-amerikanische Politikerin (Republikanische Partei). Von 2001 bis 2003 war sie die amtierende Gouverneurin von Massachusetts.

## Frühe Jahre
Jane Swift besuchte bis 1987 das Trinity College, an dem sie unter anderem Politikwissenschaften studierte. Sie entschloss sich für eine politische Karriere und wurde Mitglied der Republikanischen Partei. Im Jahr 1991 wurde sie als bisher jüngste Frau in den Senat von Massachusetts gewählt. Dort setzte sie sich besonders für eine Reform in der Bildungspolitik ein. 1996 bewarb sich Jane Swift erfolglos um einen Sitz im US-Repräsentantenhaus. Im Jahr 1998 wurde sie zur Vizegouverneurin des Staates Massachusetts gewählt. Nachdem Gouverneur Paul Cellucci von seinem Amt zurücktrat, um Botschafter in Kanada zu werden, übernahm Swift als seine bisherige Stellvertreterin das Amt.

## Gouverneurin von Massachusetts
Jane Swift übte ihr neues Amt zwischen dem 10. April 2001 und dem 2. Januar 2003 aus. Zum Zeitpunkt ihres Amtsantritts war sie eine der jüngsten Personen in den Vereinigten Staaten und jüngste sowie erste Frau, die dieses Amt je ausgeübt hatte. Ihre Amtszeit war von den Folgen der Terroranschläge des 11. September 2001 und der damit verbundenen Wirtschaftskrise überschattet. Durch Ausgabenkürzungen schaffte sie es, ihren Haushalt ohne Steuererhöhungen unter Kontrolle zu bringen. Außerdem setzte sie sich für Verbesserungen im Bildungsbereich ein. Im Jahr 2002 verzichtete sie auf eine eigene Kandidatur für das Amt des Gouverneurs. Zu ihrem Nachfolger wurde der Republikaner Mitt Romney gewählt.

## Weiterer Lebenslauf
Nach ihrer Gouverneurszeit zog Swift mit ihrem Mann Chuck Hunt und ihren drei Kindern, von denen zwei als Zwillinge während ihrer Gouverneurszeit geboren wurden, in das westliche Massachusetts. Dort betreiben sie eine Pferdezucht und eine Reitschule. Jane Swift spielt auch weiterhin eine wichtige Rolle in ihrer Partei. Sie hält Gastvorträge über verschiedene politische Themen und ist Mitarbeiterin einer Beraterfirma. Im Jahr 2008 unterstützte sie den erfolglosen Präsidentschaftswahlkampf von John McCain.